# Die Nacht der Vergeltung
Die Nacht der Vergeltung (Originaltitel: Angélica) ist ein französischer Abenteuerfilm aus dem Jahr 1939, dessen auf 74 Minuten gekürzte kolportagehafte Geschichte im Nachkriegsdeutschland von 1950 erstaufgeführt wurde.

## Inhalt
Die südamerikanische Schönheit Angélica macht die Bekanntschaft des eine Republik regierenden General Ruiz. Dieser verliebt sich Hals über Kopf in sie und ruiniert seine politische Karriere; dabei erkennt er die Skrupellosigkeit von Angélica nicht, die schließlich als Puffmutter endet.

## Kritik
„Wildbewegte Kolportage aus dem italienisch-französischen Vorkriegskino.“

## Sonstiges
Der dem Film zugrundeliegende Roman „Les compagnons d’Ulysse“ wurde von Pierre Benoît geschrieben. Er lief unter dem internationalen Verleihtitel „Blood red Rose“.